# Can't Stay Away
| Críticas profissionais | Críticas profissionais |
| Avaliações da crítica  | Avaliações da crítica  |
| Fonte                  | Avaliação              |
| ---------------------- | ---------------------- |
| Allmusic               | [ 1 ]                  |
| Rolling Stone          | [ 2 ]                  |
| The Source             | [ 3 ]                  |

Can't Stay Away é o décimo primeiro álbum do rapper de Oakland Too Short. O álbum recebeu no geral avaliações positivas dos críticos e foi um sucesso comercial, certificado como Ouro em 13 de Agosto de 1999, somente um mês após seu lançamento. Este foi seu primeiro álbum desde sua aposentadoria em 1996. Este foi o quarto álbum de Too Short a chegar ao topo da parada Top R&B/Hip-Hop Albums, e também chegou a quinta posição da Billboard 200, com 144.000 cópias vendidas na semana de lançamento.
Junto com um single, um video clipe foi produzido para a canção "Ain't No Bitches".

## Lista de faixas
| #  | Título                                                           | Duração |
| -- | ---------------------------------------------------------------- | ------- |
| 1  | "Can't Stay Away"                                                | 4:28    |
| 2  | "Ain't No Bitches"                                               | 4:10    |
| 3  | "Don't Stop Rappin'" (featuring Eightball & MJG)                 | 4:45    |
| 4  | "Here We Go " (featuring Jay-Z & Jermaine Dupri)                 | 4:42    |
| 5  | "More Freaky Tales"                                              | 5:08    |
| 6  | "You Might Get G'eed" (featuring E-40, Daz Dillinger & Soopafly) | 5:22    |
| 7  | "Good Life" (featuring Jazze Pha)                                | 3:55    |
| 8  | "Longevity" (featuring Scarface, K.B., Otis & Shug)              | 4:00    |
| 9  | "How Does It Feel" (featuring D'wayne Wiggins)                   | 4:31    |
| 10 | "What Happened To The Groupies" (featuring B-Legit)              | 5:35    |
| 11 | "Invasion Of The Flat Booty Bitches"                             | 4:26    |
| 12 | "Can't Stay Away (Outro)"                                        | 1:32    |
| 13 | "It's About That Money" (featuring Puff Daddy)                   | 4:45    |
| 14 | "Nation Riders" (Slink Capone, Murda One, G-Side & Playa Playa)  | 4:44    |
| 15 | "G-2000" (Badwayz, Zu, Al Block & Hellkilla)                     | 4:34    |
| 16 | "Don't Trust Her" (Badwayz)                                      | 4:36    |
| 17 | "In The Studio" (Quint Black)                                    | 2:54    |

## Créditos
- Baixo - Torrance Scott  (faixas 6, 8, 15, 17)
- Teclados - Black (5) (faixas 6, 8, 9)
- Produtor - Quinton Banks (faixas 6, 8, 9, 17)
- Vocais - Jazze Pha (faixas 1, 2, 6, 7)

- Video(s)

Aint No Bitches

## Posições nas paradas
| Parada                 | Posição |
| ---------------------- | ------- |
| Billboard 200          | # 3     |
| Top R&B/Hip-Hop Albums | # 23    |

## Singles
More Freaky Tales
| Parada                           | Posição |
| -------------------------------- | ------- |
| Hot R&B/Hip-Hop Singles & Tracks | # 50    |
| Hot Rap Singles                  | # 3     |